# Aleksi Vanninen
Aleksi Vanninen (ur. 27 października 1973 w Helsinkach) – fiński snowboardzista. Nie startował na mistrzostwach świata ani na igrzyskach olimpijskich. Najlepsze wyniki w Pucharze Świata osiągnął w sezonie 2003/2004, kiedy to zajął 6. miejsce w klasyfikacji Big Air.
W 2006 r. zakończył karierę.

## Sukcesy

### Puchar Świata

#### Miejsca w klasyfikacji generalnej
- 1997/1998 - 127.
- 2001/2002 - -
- 2002/2003 - -
- 2003/2004 - -
- 2004/2005 - -
- 2005/2006 - 166.

#### Miejsca na podium
1. Klagenfurt am Wörthersee – 3 stycznia 2004 (Big Air) - 1. miejsce